# Spas Wenkoff
Spas Wenkoff (bulgarisch Спас Венков; * 23. September 1928 in Weliko Tarnowo; † 12. August 2013 in Bad Ischl) war ein bulgarisch-österreichischer Opernsänger (Tenor).

## Leben

### Ausbildung und Anfänge als Sänger
Wenkoff studierte in seiner bulgarischen Heimat zunächst Jura und arbeitete mehrere Jahre als Rechtsanwalt. Gesang studierte er nebenbei – erst in Tarnowo und Russe, später dann in Dresden. Zunächst arbeitete er neben seiner Tätigkeit als Justitiar als  2. Konzertmeister an einem privaten Operettentheater seiner Heimatstadt.
1954 gab er sein Debüt als Sänger in der grusinischen Operette Keto und Kote des georgischen Komponisten Wiktor Dolidse. 1959 wurde das Operettentheater verstaatlicht. Im selben Jahr gab Wenkoff seinen juristischen Beruf auf und widmete sich ganz dem Singen. Bis 1962 war er hauptberuflich Operettentenor am Theater seiner Heimatstadt. 1962 wechselte er nach Russe; seine Antrittspartie dort war der Gesangslehrer Alfred in der Operette Die Fledermaus von Johann Strauß. Er sang dort bis 1965.

### Karriere als Heldentenor
Spas Wenkoff war von 1965 bis 1968 am Mittelsächsischen Theater in Döbeln/Sachsen engagiert, später dann von 1968 bis 1971 am Stadttheater Magdeburg und schließlich von 1971 bis 1976 in Halle.
Am 12. Oktober 1975 sang er nach einem erfolgreichen Vorsingen bei Harry Kupfer in Dresden in dessen Inszenierung zum ersten Mal die Titelpartie in Tristan und Isolde, eine Partie, die er während seiner Karriere insgesamt 226 Mal interpretierte. Von 1976 bis 1984 war er festes Ensemblemitglied der Berliner Staatsoper Unter den Linden. Ab 1984 war er ausschließlich freischaffend tätig. Neben dem Tristan sang er hier Stolzing, Parsifal, Tannhäuser, Siegmund und Siegfried, aber auch die Titelrolle in Giuseppe Verdis Otello.
Bei den Bayreuther Festspielen sang er 1976, 1977, 1982 und 1983 den Tristan und 1978 in Götz Friedrichs Inszenierung des Tannhäuser die Titelpartie. 1981 debütierte er an der Metropolitan Opera in New York, ebenfalls wieder als Tristan. Im März 1982 gastierte er am Opernhaus Frankfurt in der Titelrolle von Verdis Otello. In den folgenden Jahren sang er vornehmlich an der Deutschen Oper Berlin, der Wiener Staatsoper, der Bayerischen Staatsoper München und der Oper Köln.  Im Juni 1988 sang er an der Deutschen Oper Berlin die Rolle des Siegfried in Wagners Götterdämmerung in einer Festvorstellung anlässlich des 75. Geburtstages des Dirigenten Heinrich Hollreiser. Seinen Bühnenabschied nahm er 1993.
Besondere Erfolge feierte Wenkoff auch an der Wiener Staatsoper, wo er am 16. Oktober 1982 mitten im ersten Akt des Tannhäuser für den indisponierten Reiner Goldberg einsprang. Ebenfalls umjubelt war sein dortiger Auftritt am 28. November 1985: Nachdem er morgens noch in Berlin eine Tristan-Probe gesungen hatte, sprang er abends für den erkrankten Kollegen Gerd Brenneis als Siegmund in der Oper Die Walküre ein.

### Auszeichnungen und Privates
Spas Wenkoff war zweifacher Kammersänger (DDR/Österreich), Ehrenbürger seiner Heimatstadt Weliko Tarnowo und seit 1988 Ehrenmitglied des Richard-Wagner-Verbandes Linz. In der DDR wurde er 1981 mit dem Stern der Völkerfreundschaft in Silber ausgezeichnet. Wenkoff erhielt 1984 die österreichische Staatsbürgerschaft und verlebte seine Pensionszeit in Bad Ischl. Er starb nach langer, schwerer Krankheit im Alter von fast 85 Jahren, sein Grab befindet sich auf dem Friedhof Bad Ischl.
Wenkoffs älterer Bruder Wenko war ebenfalls ein erfolgreicher Opernsänger (Tenor).

## Tondokumente
- Ein Opernabend mit Spas Wenkoff. Richard Wagner: Arien und Szenen. CD bei Ars Vivendi, früher als LP bei Eterna 1977.
- Richard Wagner: Tristan und Isolde. Gesamtaufnahme. CD bei Myto mit Carlos Kleiber.
- Richard Wagner: Tristan und Isolde. Auszüge. CD bei Bella Voce mit Otmar Suitner.
- Richard Wagner: Tannhäuser. Mitschnitt der Bayreuther Festspiele 1978. DVD bei Deutsche Grammophon.
- Richard Wagner: Tannhäuser. Gesamtaufnahme (Berlin, 1982). Gala 3 CDs GL100621.